# Cymindis antonowi
Cymindis antonowi es una especie de coleóptero de la familia Carabidae.

## Distribución geográfica
Habita en Kazajistán, Tayikistán, Turkmenistán y Uzbekistán.